# 托莱多翻译院

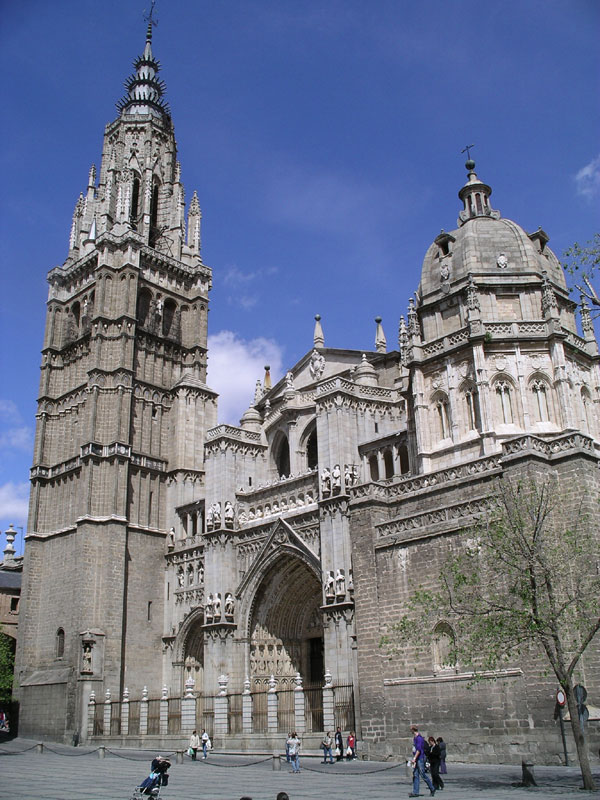
托莱多主教座堂成为了12世纪翻译的中心

托莱多翻译院（西班牙語：Escuela de Traductores de Toledo）由12世纪到13世纪在西班牙托莱多共同从事翻译工作的学者组成，他们翻译了大量古典阿拉伯语的哲学和科学著作。该学院历经两个阶段，第一个阶段在12世纪，由托莱多大主教索维塔的雷蒙德牵头，主要将哲学和宗教著作翻译成拉丁语。第二阶段在13世纪卡斯蒂利亚国王阿方索十世时期，翻译的目标语言已非拉丁语，而是一种经过修订的卡斯蒂利亚语，从而为现代西班牙语奠定基础。克雷莫纳的杰拉德是其中最重要的翻译家。